# Глазырин, Борис Николаевич
Борис Николаевич Глазырин — советский инженер-конструктор, лауреат Государственной премии СССР.

## Биография
Родился в 1930 году в посёлке Ленинское. Член КПСС.
Окончил Ленинградский военно-механический институт.
В 1953—1960 гг. — контролер, старший контролёр ОТК, в 1960—1971 гг. — заместитель главного технолога, заместитель главного инженера, в 1971—1979 гг. — главный инженер Долгопрудненского машиностроительного завода / ДМПО.
В 1979—1991 гг. — главный конструктор — руководитель Московского опытного конструкторского бюро «Горизонт».
Лауреат Государственной премии СССР закрытым Постановлением Совета Министров СССР и ЦК КПСС.
Жил в Москве.

## Награды
- Орден Октябрьской Революции
- Орден Трудового Красного Знамени